# Gnophos ophthalmicata
Gnophos ophthalmicata är en fjärilsart som beskrevs av Lederer 1853. Gnophos ophthalmicata ingår i släktet Gnophos och familjen mätare. Inga underarter finns listade i Catalogue of Life.